# Самоцвіт (селище)
Самоцві́т (рос. Самоцвет) — селище у складі Алапаєвського міського округу (Верхня Синячиха) Свердловської області.
Населення — 284 особи (2010, 305 у 2002).
Національний склад населення станом на 2002 рік: росіяни — 97 %.